# Chvalkovice (ort i Tjeckien, Södra Mähren)
Chvalkovice är en ort i Tjeckien.   Den ligger i regionen Södra Mähren, i den östra delen av landet, 220 km sydost om huvudstaden Prag. Chvalkovice ligger 333 meter över havet och antalet invånare är 252.
Terrängen runt Chvalkovice är platt åt sydväst, men åt nordost är den kuperad.Runt Chvalkovice är det ganska tätbefolkat, med 72 invånare per kvadratkilometer. Närmaste större samhälle är Vyškov, 12,9 km nordväst om Chvalkovice. Trakten runt Chvalkovice består till största delen av jordbruksmark.